# Frederic Dannay
Frederic Dannay (Nova Iorque, 20 de outubro de 1905 – Nova Iorque, 3 de setembro de 1982) foi um escritor norte-americano que, juntamente com o seu primo, Manfred B. Lee, criou o heterónimo Ellery Queen.

## Dados sobre a sua vida e obra
Dannay nasceu e veio a falecer na cidade de Nova Iorque, nos Estados Unidos da América. Na verdade, o próprio nome Frederic Dannay é um pseudónimo, visto que o seu verdadeiro nome é Daniel Nathan. Dannay e o seu primo Lee conceberam Ellery Queen como um autor que resolvia mistérios e os relatava nos seus livros. Queen foi retratado como um homem de grande poder de observação e dedução, cujas aventuras foram lavadas ao rádio, ao cinema e à televisão. Os primos também usaram o pseudónimo de Barnaby Ross e criaram outro detective, Drury Lane. Esta criação de heterónimos e pseudónimos, incluindo personagens que imitavam a vida dos seus próprios criadores por serem também eles escritores de romances policiais, acabou por confundir os leitores. Durante muito tempo, o público acreditava que Ellery Queen e Barnaby Ross seriam eram dois autores distintos e reais. Junto com o seu primo, Dannay criou também o Ellery Queen's Mystery Magazine em 1941, que publicou o que havia de melhor em ficção policial. Também editaram numerosas antologias, incluindo o 101 Years Entertainment e The Great Detective Stories, e foram co-fundadores da associação Mystery Writers of America.
Outros escritores escreveram para Ellery Queen, incluindo Talmage Powell e Richard Deming que escreveram a série de Tim Cornagan. Outros autores anónimos também escreveram para  Ellery Queen e Barnaby Ross.